# NGC 49
NGC 49 là một thiên hà hình hạt đậu trong chòm sao Tiên Nữ. Thiên hà được nhà thiên văn học người Mỹ Lewis A. Swift phát hiện vào ngày 7 tháng 9 năm 1885.